# یواس‌اس تایدواتر (ای‌دی-۳۱)
یواس‌اس تایدواتر (ای‌دی-۳۱) (به انگلیسی: USS Tidewater (AD-31)) یک کشتی بود که طول آن ۴۹۲ فوت (۱۵۰ متر) بود. این کشتی در سال ۱۹۴۵ ساخته شد.